# 乌大高速铁路
乌大高速铁路，前称集大原高速铁路集宁至大同段，是中华人民共和国内蒙古自治区乌兰察布市至山西省大同市的一条高速铁路。线路起自乌兰察布市察哈尔右翼前旗的乌兰察布站，经乌兰察布丰镇市的丰镇北站，终至山西省大同市的大同南站，并与张大高速铁路贯通，全长137.8公里，是八纵八横高速铁路主通道之一呼南通道的重要组成部分。全线已于2024年12月31日开通运营。

## 历史
2018年12月，乌大高速铁路纳入其前身集大原高速铁路研究，并开展设计工作，由中国国家发展和改革委员会立项、中国铁路总公司主导。
2019年3月27日，山西省发展改革委会同内蒙古自治区发展改革委召开集大原高铁前期工作推进会。12月，内蒙古铁路投资有限公司、山西大原铁路有限公司委托中国铁路设计集团有限公司开展集大原高速铁路环境影响评价工作。12月12日，集大原高速铁路环境影响评价进行第一次信息公示。12月27日，中华人民共和国国家发展和改革委员会批复《新建集宁经大同至原平铁路可行性研究报告》。
2020年5月18日，集大原高速铁路二次环评公告。6月30日，集大原高速铁路开工仪式在朔州市举行。
2021年11月17日，山西段正式开工建设。
2023年5月29日，集大原高铁跨京包铁路连续梁成功转体。9月4日，集大原高铁跨京包客运专线箱梁架设成功。
2024年3月16日，国铁集团发布有关通知，公布新建集大原高速铁路有关名称，其中乌兰察布至大同南段定名为乌大高速铁路。
2024年9月28日，乌大高铁全线铺轨完成。10月4日，高铁进入联调联试阶段。11月26日，乌大高铁全线进入进入运行试验阶段。12月17日，中国国家铁路集团验收组召开新建集宁经大同至原平铁路工程初步验收总结会，总结会上，集大原高铁整体工程通过初步验收。12月18日，集大原高铁进入安全评估阶段。12月31日，乌大高铁正式开通运营，由此打通内蒙古中部盟市经由高速铁路南下的大通道。

## 事故
2023年12月25日19时30分，集大原高铁下穿G55二广高速公路乌兰察布市察右前旗段的隧道发生坍塌，导致上方高速公路路基和路面塌陷，造成4辆行至该路段的机动车发生事故，车上3人死亡、4人轻伤。